# The Shadow Dancer
The Shadow Dancer é um filme de 2005, do gênero comédia romântica, dirigido por Brad Mirman.

## Sinopse
Jeremy Taylor (Joshua Jackson) é um editor de livros que recebe de seu chefe a tarefa de convencer o escritor Weldon Parish (Harvey Keitel) a voltar a escrever, após 20 anos de silêncio. Mas Parish se mostra irredutível, e faz de tudo para demonstrar para Taylor que não tem interesse em retomar a carreira.

## Elenco
- Harvey Keitel....Weldon Parish
- Joshua Jackson....Jeremy Taylor
- Claire Forlani....Isabella
- John Rhys-Davies....Mr. Andrew Benton
- Giancarlo Giannini....Padre Moretti